# Klaas Lok
Klaas Lok (12 januari 1955) is een voormalige Nederlandse middellange- en langeafstandsloper. Hij is 24-voudig Nederlands kampioen en won een zilveren medaille op een Europees kampioenschap. Hij verbeterde de Nederlandse records op de 2000 m en de 3000 m.

## Biografie

### Afgekeurd
Klaas Lok woonde in Blokzijl, was student (later leraar) wiskunde en speelde volleybal. Hij werd lid van de atletiekvereniging Steenwijk, nadat hij een aantal loopjes in de buurt had gewonnen. In december 1973 werd hij getraind door Herman Verheul van AV Phoenix in Utrecht en het jaar erop won hij meteen de Singelloop Utrecht. "Ik was niet echt geschikt voor hardlopen. Zonder Herman Verheul als trainer had ik nooit één nationale titel gehaald, niet één keer." Lok was, voorafgaand aan de start van zijn atletiekloopbaan, afgekeurd voor militaire dienst. "Een doorgezakte voorvoet, holvoeten, kwetsbare achillespezen, knikvoeten en ook nog een beenlengteverschil van anderhalve centimeter." Het waren nog niet eens van die exceptionele klachten. Dat zijn grote-teengewrichten grotendeels verstijfd waren, waardoor hij zijn voeten niet normaal kon afwikkelen, was dat echter wel. Slijtage was het gevolg, waarop al in 1978 een operatie volgde. Dit loste het probleem niet op, waarna hij vreesde voor het einde van zijn carrière. Aangepast schoeisel met een zogenaamde afwikkelbalk bood echter uitkomst. Verder paste Verheul het trainingsprogramma aan. Zo leerde hij Lok onder meer om intervaltraining te doen in een lage snelheid.

### Zilver op EK
Lok won in 1980 een zilveren medaille op het Europees kampioenschap atletiek indoor op de 3000 m. Bij een eerder Europees indoorkampioenschap (Milaan 1978) verbeterde hij het Nederlands indoorrecord op deze afstand tot 7.51,4 en finishte als vijfde. Outdoor liep hij twee jeugdrecords (5000 m in 14.25,8 en 3000 m in 8.15,2) en één seniorenrecord: 2000 m in 5.03,9. Met zijn club AV Phoenix vestigde hij een Nederlands record op de 4 x 1500 m estafette. Als crosser boekte hij een opvallende reeks door zesmaal Nederlands crosskampioen te worden, later overtroffen door Tonnie Dirks met zeven en Kamiel Maase met acht titels.

### Einde atletiekloopbaan
Lok won in 1985 de Zevenheuvelenloop in 45.28. Op 30 maart 1985 liep hij de halve marathon in 1:04.46. In datzelfde jaar debuteerde hij als marathonloper en liep de marathon van Berlijn in 2:18.39. Een direct daaropvolgende, hardnekkige achillespeesblessure maakte een voortijdig einde aan zijn marathonambities. "Ik had destijds de ambitie op topniveau mee te draaien tot ongeveer mijn 36ste jaar. Maar na mijn dertigste kreeg ik te veel last van blessures, de ene na de andere. Ik kon daardoor soms jaren achtereen niet hardlopen."
Tegenwoordig begeleidt Klaas Lok atleten via internet.

## Boek
In 2005 publiceerde hij het boek "Het Duurloopmisverstand : met de souplessemethode" (2005), waarin hij uitgebreid zijn - zeker in zijn actieve jaren - afwijkende trainingsmethode beschrijft en uitlegt, waarom deze aanpak voor iedere loper geschikt kan zijn.

## Nederlandse kampioenschappen
Outdoor
| Onderdeel                 | Jaar                               |
| ------------------------- | ---------------------------------- |
| 1500 m                    | 1976, 1980                         |
| 5000 m                    | 1978, 1979, 1980, 1981, 1982       |
| 10.000 m                  | 1979, 1980, 1982, 1984             |
| veldlopen (lange afstand) | 1979, 1980, 1981, 1982, 1984, 1985 |

Indoor
| Onderdeel | Jaar                   |
| --------- | ---------------------- |
| 1500 m    | 1976, 1982, 1984       |
| 3000 m    | 1980, 1981, 1982, 1984 |

## Persoonlijke records
Baan
| Onderdeel   | Prestatie      | Datum             | Plaats     |
| ----------- | -------------- | ----------------- | ---------- |
| 1000 m      | 2.22,2         | 15 september 1977 | Sittard    |
| 1500 m      | 3.38,83        | 7 augustus 1979   | Göteborg   |
| 1 Eng. mijl | 3.57,69        | 22 mei 1981       | Leiden     |
| 2000 m      | 5.03,9 (ex-NR) | 20 september 1978 | Roosendaal |
| 3000 m      | 7.52,5         | 25 september 1979 | Brussel    |
| 5000 m      | 13.36,1        | 22 augustus 1980  | Brussel    |
| 10.000 m    | 28.24,7        | 27 april 1979     | Sittard    |

Weg
| Onderdeel      | Prestatie | Datum             | Plaats              |
| -------------- | --------- | ----------------- | ------------------- |
| 10 km          | 28.56     | 14 juni 1987      | Den Haag            |
| 15 km          | 44.19     | 12 april 1981     | Geleen              |
| 20 km          | 59.39     | 12 maart 1983     | Alphen aan den Rijn |
| halve marathon | 1:04.46   | 30 maart 1985     | Den Haag            |
| 25 km          | 1:17.56   | 3 juli 1982       | Eersel              |
| marathon       | 2:18.39   | 29 september 1985 | West-Berlijn        |

Indoor
| Onderdeel | Prestatie      | Datum         | Plaats |
| --------- | -------------- | ------------- | ------ |
| 3000 m    | 7.51,4 (ex-NR) | 12 maart 1978 | Milaan |

## Palmares

### 1500 m
- 1976:  NK in Den Haag - 3.47,06
- 1977:  NK in Sittard - 3.43,8
- 1980:  NK indoor - 3.49,0
- 1982:  NK indoor - 3.48,18
- 1984:  NK indoor - 3.45,66

### 3000 m
- 1977: 6e in kwal. EK indoor in San Sebastian - 8.17,6
- 1978: 5e EK indoor in Milaan - 7.51,4
- 1979:  Kopenhagen - 7.53,2
- 1980:  NK indoor - 8.12,9
- 1980:  EK indoor in Sindelfingen - 7.57,9
- 1981:  NK indoor - 8.11,7
- 1981:  FBK Games - 7.53,26
- 1982:  NK indoor - 8.19,94
- 1982: 12e EK indoor in Milaan - 8.14,30 (gevallen)
- 1984:  NK indoor - 8.00,95

### 5000 m
- 1978:  NK in Groningen - 13.49,1
- 1979:  NK in Nijmegen - 13.59,8
- 1980:  NK in Sittard - 13.47,0
- 1981:  NK in Utrecht - 14.08,99
- 1982:  NK in Amsterdam - 13.58,37
- 1983:  FBK Games in Hengelo - 13.56,99
- 1984:  NK in Sittard - 13.50,61
- 1984:  FBK Games in Hengelo - 13.41,33
- 1986:  NK in Amsterdam - 14.07,66

### 10.000 m
- 1979:  Sittard - 28.24,2
- 1979:  NK in Nijmegen - 28.44,4
- 1980:  NED vs NOR in Steinkjer - 28.31,6
- 1980:  NK in Roosendaal - 28.42,5
- 1981:  Troisdorf - 28.29,0
- 1981:  NK in Utrecht - 28.55,6
- 1982:  NK in Nijmegen - 28.37,9
- 1984:  NK in Lisse - 29.20,31
- 1986:  NK in Leiden - 28.46,43

### 4 km
- 1974:  Singelloop Utrecht - onbekend
- 1974:  Singelloop Utrecht - 11.06
- 1978:  Singelloop Utrecht - onbekend

### 10 km
- 1981:  Singelloop Utrecht
- 1982:  Singelloop Utrecht - 33.05,5
- 1983:  Singelloop Utrecht (11 km) - 32.10,2

### 15 km
- 1985:  Zevenheuvelenloop - 45.28

### 20 km
- 1983: 5e 20 van Alphen - 59.39,1

### halve marathon
- 1985: 16e City-Pier-City Loop - 1:04.46

### 25 km
- 1982: 4e NK in Eersel - 1:17.56

### marathon
- 1985: 11e marathon van Maassluis - 2:19.01
- 1985: 20e marathon van Berlijn - 2:18.39
- 1985: 15e marathon van Sacramento - 2:18.58

### veldlopen
- 1976:  Warandeloop - 30.41
- 1977:  Sprintcross in Breda - 25.12,4
- 1977: 7e NK in Eindhoven - onbekende tijd
- 1977: 160e WK in Düsseldorf - 42.35
- 1978:  Sprintcross in Breda - 25.29,4
- 1979:  NK in Beek - 37.03,9
- 1979: 28e WK in Limerick - 38.35
- 1980:  NK in Hulst - 35.48,7
- 1980: 7e EK - onbekende tijd
- 1980: 20e WK in Parijs - 37.48
- 1981:  NK in Den Haag - 40.06,7
- 1981: 65e WK in Madrid - 36.30
- 1981: 12e Warandeloop - 29.20
- 1982:  NK in Norg - 35.38,1
- 1983:  NK in Eibergen - 36.33,67
- 1983: 148e WK in Gateshead - 39.55
- 1983: 6e Warandeloop - 29.41
- 1984:  Sprintcross in Breda - 27.50
- 1984:  NK in Bergen op Zoom - 36.27
- 1984: 40e WK in New York - 34.28
- 1985:  NK in Landgraaf - 37.30
- 1985: 50e WK in Lissabon - 34.48
- 1987:  NK in Uden - 39.39

### 4 x 800 m
- 1984:  NK in Roosendaal - 7.33,68

### 4 x 1500 m
- 1983:  NK in Overvecht - 16.04,18
- 1984:  NK in Roosendaal - 15.36,0

- Gemeinsame Normdatei: 1195471092
- World Athletics: 14346998
- Virtual International Authority File: 1920156991008161180007